# St James' Park
St James' Park er et fodboldstadion med 52.305 siddepladser i Newcastle, England og er hjemmebane for Newcastle United F.C. De fire sider af stadion er kendt som Gallowgate Stand (officielt Newcastle Brown Ale Stand), Leazes Stand (officielt Sir John Hall Stand), Milburn Stand (efter legenden Jackie Milburn) og East Stand.
Det blev først brugt af Newcastle United F.C. i 1891 efter fusionen af Newcastle East og Newcastle West, selvom der havde været spillet fodbold der siden 1880.
Stadion blev kun moderat udvidet indtil begyndelsen af 1990'erne, hvor forretningsmanden Sir John Hall investerede voldsomt i klubben. I 1995 havde stadion nået en ny kapacitet på 36.000 siddepladser.
Dette var dog ikke nok for klubbens store tilhængerskare, så planer om at bygge et nyt stadion i den nærliggende Leazes Park var på tegnebrættet. Disse planer faldt dog igennem grundet politiske implikationer, og i stedet valgte klubben at udvide det daværende St James' Park ved at tilføje ekstra tribuneafsnit til Leazes Stand og Milburn Stand. De øvre afsnit på vest- og nordsiden af stadion stod klar i juli 2000 med siddepladser og VIP pladser. Kapaciteten blev i sidste ende på de nuværende 52.305 siddepladser.
Omkostningerne for ombygningen løb op i £42 millioner, som var væsentlig højere end det forventede Leazes Park stadion. Selvom St James' Park ser usymmetrisk ud udefra, så danner de nederste etager af de fire tribuner en sammenhængende rektangulær bowle omkring stadion, med de nye tribuner hævet over disse på tre af siderne. Muligheden for yderligere udvidelser er begrænset af en vej mod Gallowgate Stand og fredede bygninger bag East Stand.
St James' Park har dannet rammen om flere store musikarrangementer og koncerter med bl.a. Bruce Springsteen, Queen, Bob Dylan og Bryan Adams.